# U-Bahnhof Hermannplatz

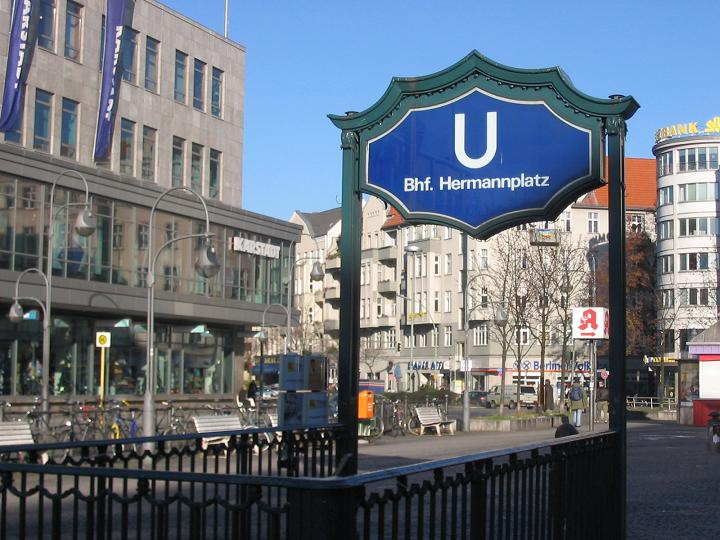
Zugang zum Bahnhof auf dem Hermannplatz

Der U-Bahnhof Hermannplatz ist ein Umsteigebahnhof der Linien U7 und U8 der Berliner U-Bahn, der sich unter dem gleichnamigen Platz im Berliner Ortsteil Neukölln, unmittelbar an der Grenze zum Bezirk Friedrichshain-Kreuzberg befindet. Am 11. April 1926 ging der Bahnhof der Linie U7 in Betrieb, am 17. Juli 1927 der der U8. Im Bahnhofsverzeichnis der BVG trägt er die Bezeichnung Hpu (Bahnsteig der U7) und Hpo (Bahnsteig der U8). Der Bahnhof besitzt sowohl mehrere Rolltreppen, als auch Aufzüge zum Verlassen der Bahnsteige und gilt daher als barrierefrei. Es besteht Übergangsmöglichkeit zu mehreren Bus- und Metrobus-Linien; eine Straßenbahn-Anbindung ist langfristig geplant. Aufgrund seiner enormen Ausmaße gilt der U-Bahnhof neben dem U-Bahnhof Rathaus Spandau noch heute als eine der eindrucksvollsten Stationen der Berliner U-Bahn.

## Geschichte

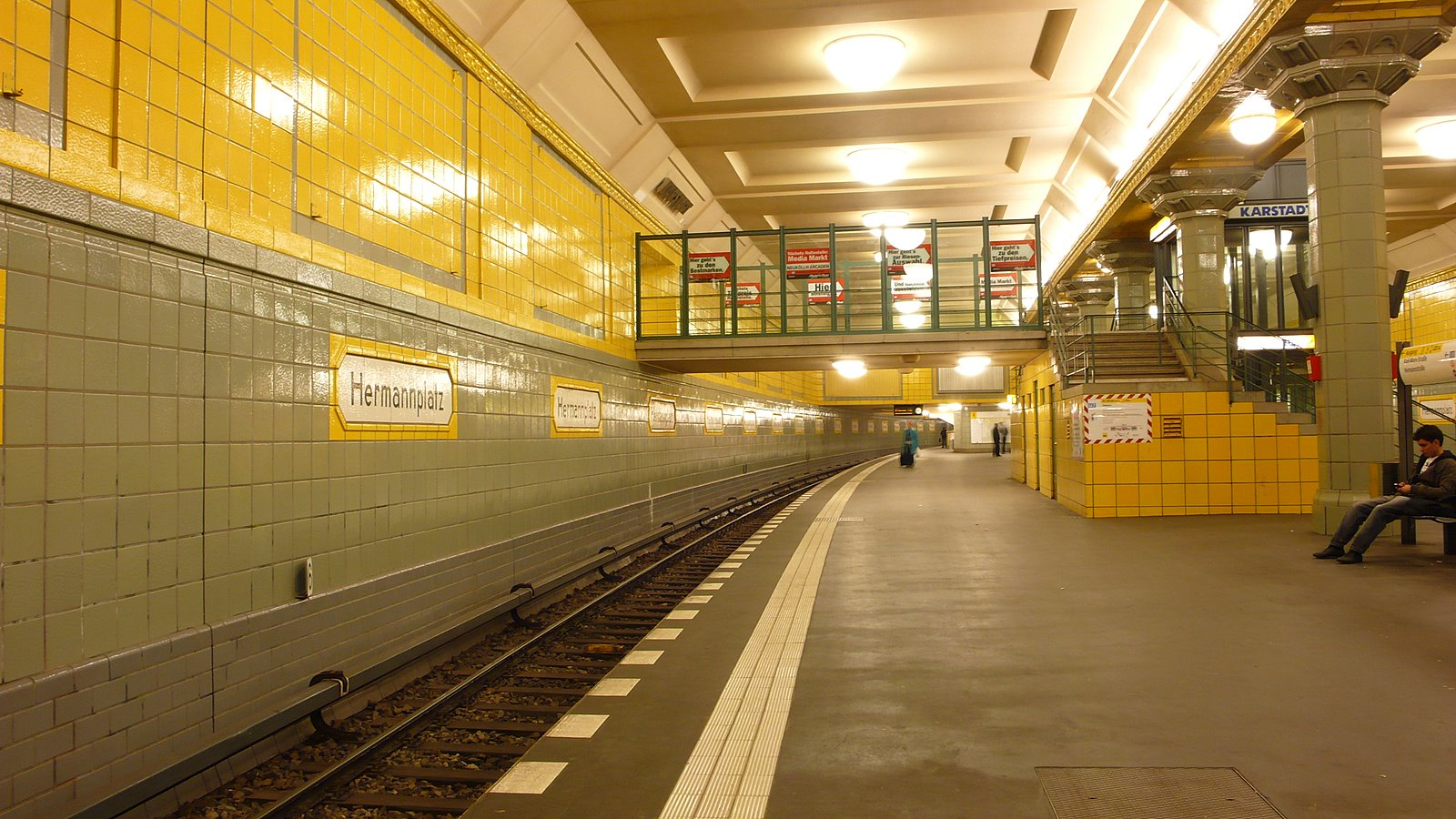
Bahnsteig der Linie U7

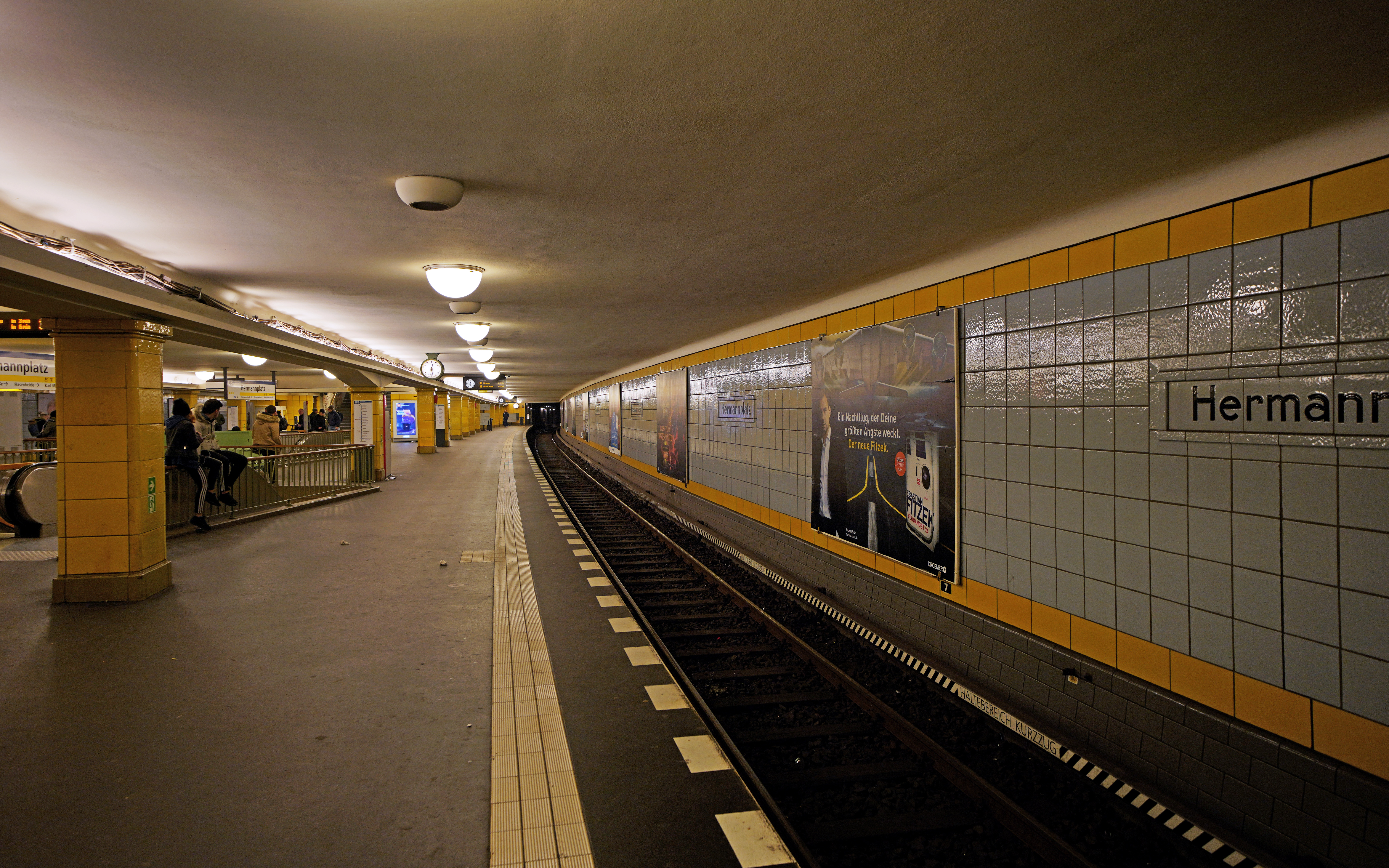
Bahnsteig der Linie U8

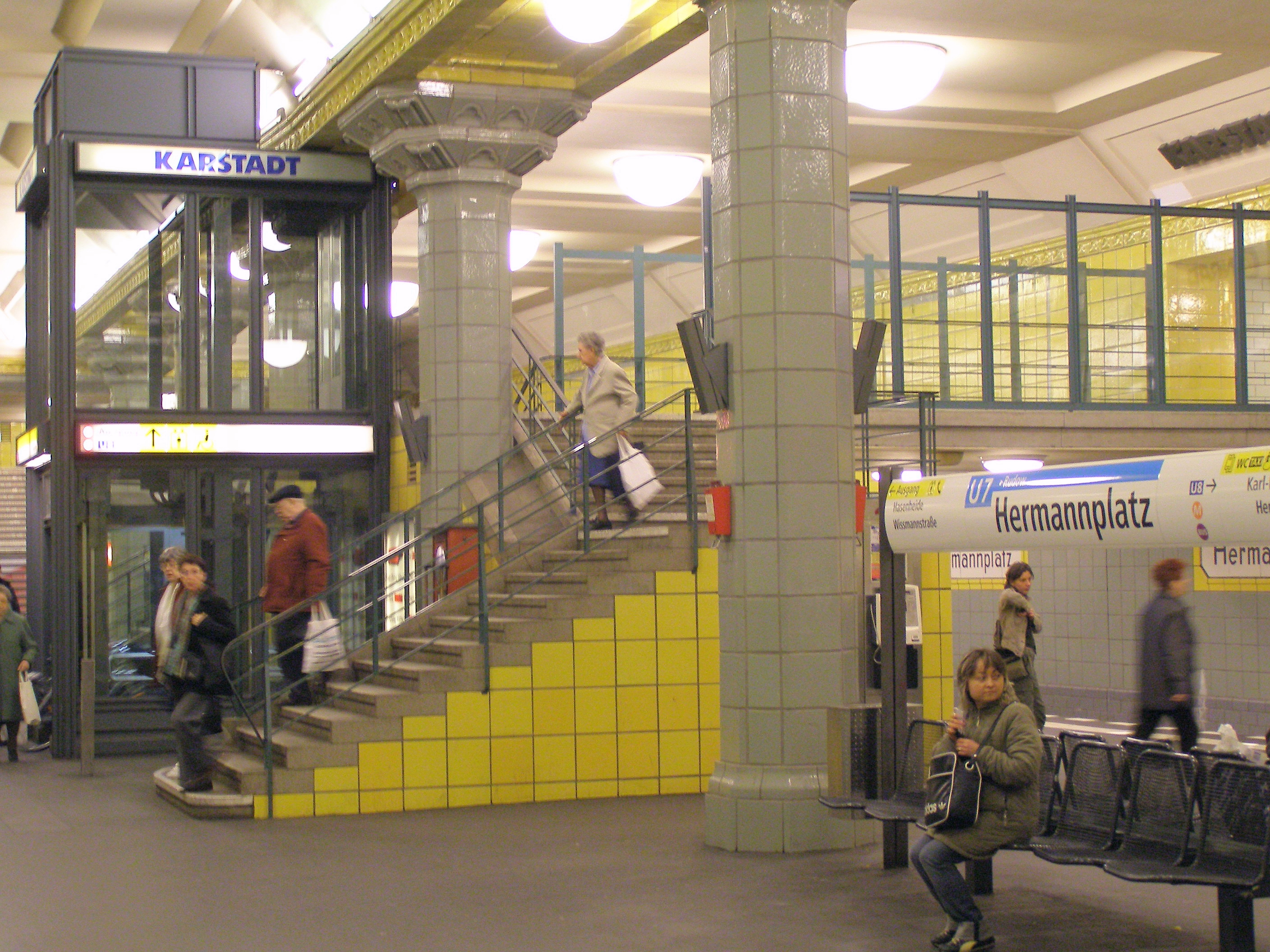
Direkter Zugang zum Karstadt-Warenhaus

Der U-Bahnhof Hermannplatz wurde als Turmbahnhof angelegt. Der ungefähr von Nordwest nach Südost verlaufende Bahnsteig der Linie U7 befindet sich in neun Metern Tiefe und der zu diesem fast rechtwinklige Bahnsteig der U8 unmittelbar unter der Straßenebene. Der Bahnsteig der heutigen Linie U7 ist als große Halle angelegt worden, durch die sich der U8-Bahnsteig als Querriegel hindurchschiebt. Die Decke der beiden Bahnsteige befindet sich 7,25 Meter über dem unteren Bahnsteig der Linie U7. Der Mittelbahnsteig der U7 besitzt eine Länge von 135 Metern – anstelle der sonst im Großprofilnetz üblichen rund 100 Meter – sowie eine Breite von bis zu 16,2 Metern. Der U8-Bahnsteig ist im Vergleich zum unteren Bahnsteig deutlich bescheidener gestaltet, nur die Bahnsteiglänge von 130 Metern ist hervorzuheben. Der Kreuzungspunkt der beiden Linien befindet sich unter der Straßenkreuzung der Straßenzüge Hasenheide – Karl-Marx-Straße (U7) und Hermannplatz – Hermannstraße (U8). Zur Eröffnung des Bahnhofs waren die Rolltreppen zwischen den beiden Bahnsteigen noch eine Besonderheit: Sie waren die ersten im gesamten Bereich der Berliner U-Bahn. Beim Bau wurden auch direkte Zugänge zu dem seinerzeit parallel entstandenen Karstadt-Warenhaus berücksichtigt. Architekten des Bahnhofs waren Alfred Grenander und Alfred Fehse.
Am 11. April 1926 wurde der Abschnitt Hasenheide – Bergstraße (heute: Südstern – Karl-Marx-Straße) des Neuköllner Abzweigs der damaligen Nord-Süd-U-Bahn eröffnet. Der untere Bahnsteig wurde an diesem Tag ebenfalls in Betrieb genommen. Die Nord-Süd-Bahn war damit von Seestraße bis Bergstraße in Betrieb. Am 17. Juli 1927 erfolgte die Inbetriebnahme des oberen Bahnsteiges der GN-Bahn (GN für Gesundbrunnen – Neukölln). Dies war mit der Inbetriebnahme des recht kurzen Streckenabschnitts von Boddinstraße bis Schönleinstraße (gut 1,5 Kilometer) verbunden und markierte die Geburtsstunde der GN-Bahn, der heutigen Linie U8.
Im Jahr 1993 wurde der Bahnhof modernisiert. Dabei wurden allerdings die Farbe und Struktur der Fliesen nicht exakt getroffen. Auch wurde die Fugenfarbe verändert. Die Pfeiler mit ihren Kapitellen im Stil des Art déco hingegen wurden nicht erneuert, diese Fliesen sind noch original von 1926.

## Anbindung
| Linie | Verlauf |
| ----- | --- |
|       | Rathaus Spandau – Altstadt Spandau – Zitadelle – Haselhorst – Paulsternstraße – Rohrdamm – Siemensdamm – Halemweg – Jakob-Kaiser-Platz – Jungfernheide – Mierendorffplatz – Richard-Wagner-Platz – Bismarckstraße – Wilmersdorfer Straße – Adenauerplatz – Konstanzer Straße – Fehrbelliner Platz – Blissestraße – Berliner Straße – Bayerischer Platz – Eisenacher Straße – Kleistpark – Yorckstraße – Möckernbrücke – Mehringdamm – Gneisenaustraße – Südstern – Hermannplatz – Rathaus Neukölln – Karl-Marx-Straße – Neukölln – Grenzallee – Blaschkoallee – Parchimer Allee – Britz-Süd – Johannisthaler Chaussee – Lipschitzallee – Wutzkyallee – Zwickauer Damm – Rudow |
|       | Wittenau (Wilhelmsruher Damm) – Rathaus Reinickendorf – Karl-Bonhoeffer-Nervenklinik – Lindauer Allee – Paracelsus-Bad – Residenzstraße – Franz-Neumann-Platz (Am Schäfersee) – Osloer Straße – Pankstraße – Gesundbrunnen – Voltastraße – Bernauer Straße – Rosenthaler Platz – Weinmeisterstraße – Alexanderplatz – Jannowitzbrücke – Heinrich-Heine-Straße – Moritzplatz – Kottbusser Tor – Schönleinstraße – Hermannplatz – Boddinstraße – Leinestraße – Hermannstraße |

An der Oberfläche verfügten bis 1930 alle am Hermannplatz einmündenden Straßen über Straßenbahngleise und die Züge von 15 Linien hielten auf dem Platz. Wegen der zahlreichen Straßenbahnlinien wurden beim Bau zwei Ausgänge direkt bei den Straßenbahnhaltestellen gebaut. Seit den 1950er Jahren erfolgte jedoch in West-Berlin eine sukzessive Umstellung des Betriebes auf den Busverkehr. Am 1. Oktober 1964 wurde die letzte Linie (Linie 27), die über den Hermannplatz fuhr, eingestellt. Auf der Achse Urbanstraße – Sonnenallee tangierte noch bis zum 2. Mai 1965 die Linie 95 den Hermannplatz. Bis zur Schließung des Betriebshofs Britz (1966) gab es aber noch Betriebsfahrten auf einigen Abschnitten. Seit der deutschen Wiedervereinigung gibt es nun wieder Bestrebungen, die Straßenbahn aus dem ehemaligen Ostteil Berlins (z. B. Warschauer Straße) zum Hermannplatz zu verlängern, wobei eine Umsetzung in den nächsten Jahren nicht zu erwarten ist.